# Inopeplus andamanicus
Inopeplus andamanicus is een keversoort uit de familie platsnuitkevers (Salpingidae). De wetenschappelijke naam van de soort werd in 1982 gepubliceerd door Pal & Datta.